# داميان بوجمعة
داميان بوجمعة (بالفرنسية: Damien Boudjemaa)‏ هو لاعب كرة قدم فرنسي في مركز الوسط، ولد في 7 يونيو 1985 في باريس في فرنسا. لعب مع سلافيا براغ ونادي أسترا جورجو ونادي بترولول بلويشتي.

## وصلات خارجية
- داميان بوجمعة على موقع قاعدة بيانات كرة القدم.إي يو (الإنجليزية)
- داميان بوجمعة على موقع Soccerway.com (الإنجليزية)
- داميان بوجمعة على موقع AS.com (الإسبانية)